# Liga Dominicana de Fútbol 2015
La temporada 2015 de la Liga Dominicana de Fútbol fue la primera temporada de la historia de la competición dominicana de fútbol a nivel profesional. La temporada regular contó con 90 partidos en general (18 por equipo); comenzó el 8 de marzo de 2015 y finalizó el 19 de julio del mismo año. Los playoffs dieron inicio el 25 de julio y finalizaron el 9 de agosto, cuando el Club Atlético Pantoja se coronó campeón al derrotar al Atlántico FC.

## Posiciones
|  | Posición | Equipos                 |  | PJ | PG | PE | PP | GF | GC | DG  | Puntos |
|  | -------- | ----------------------- |  | -- | -- | -- | -- | -- | -- | --- | ------ |
|  | 1        | Bauger FC               |  | 18 | 13 | 1  | 4  | 44 | 22 | +22 | 40     |
|  | 2        | Moca FC                 |  | 18 | 9  | 6  | 3  | 25 | 14 | +11 | 33     |
|  | 3        | Club Atlético Pantoja   |  | 18 | 9  | 4  | 5  | 24 | 19 | +5  | 31     |
|  | 4        | Atlántico FC            |  | 18 | 8  | 5  | 5  | 26 | 17 | +9  | 29     |
|  | 5        | Cibao FC                |  | 18 | 8  | 5  | 5  | 24 | 23 | +1  | 29     |
|  | 6        | O&M FC                  |  | 18 | 8  | 1  | 9  | 28 | 32 | -4  | 25     |
|  | 7        | Club Barcelona Atlético |  | 18 | 6  | 4  | 8  | 23 | 26 | -3  | 22     |
|  | 8        | Atlético Vega Real      |  | 18 | 4  | 7  | 7  | 20 | 24 | -4  | 19     |
|  | 9        | Atlético San Cristóbal  |  | 18 | 3  | 3  | 12 | 22 | 33 | -11 | 12     |
|  | 10       | Delfines del Este FC    |  | 18 | 2  | 4  | 12 | 18 | 44 | -26 | 10     |

     Clasifica a las Semifinales.

## Resultados

### Primera ronda
| Moca FC                 | 0 - 0 | Bauger FC            | Bragaña García  | 8 de marzo | 4:00PM |
| Club Atlético Pantoja   | 2 - 1 | O&M FC               | Proyecto Goal   | 8 de marzo | 4:00PM |
| Club Barcelona Atlético | 1 - 0 | Atlántico FC         | Parque del Este | 8 de marzo | 4:00PM |
| Atlético San Cristóbal  | 3 - 0 | Delfines del Este FC | Panamericano    | 8 de marzo | 4:00PM |
| Cibao FC                | 2 - 2 | Atlético Vega Real   | Cibao FC        | 8 de marzo | 4:00PM |

| Cibao FC             | 1 - 0 | Club Atlético Pantoja   | Cibao FC               | 14 de marzo | 4:00PM |
| Atlántico FC         | 1 - 1 | Atlético San Cristóbal  | Leonel Plácido         | 14 de marzo | 4:00PM |
| Bauger FC            | 0 - 1 | Club Barcelona Atlético | Olímpico Félix Sánchez | 15 de marzo | 4:00PM |
| Delfines del Este FC | 1 - 2 | O&M FC                  | Ashton School *        | 15 de marzo | 4:00PM |
| Atlético Vega Real   | 0 - 0 | Moca FC                 | Olímpico de La Vega    | 15 de marzo | 4:00PM |

| Atlético San Cristóbal  | 1 - 2 | Bauger FC             | Panamericano                    | 21 de marzo | 4:00PM |
| Moca FC                 | 1 - 2 | Club Atlético Pantoja | Bragaña García                  | 21 de marzo | 4:00PM |
| Delfines del Este FC    | 1 - 4 | Atlántico FC          | Ashton School *                 | 22 de marzo | 4:00PM |
| O&M FC                  | 0 - 1 | Cibao FC              | Panamericano de San Cristóbal * | 22 de marzo | 4:00PM |
| Club Barcelona Atlético | 2 - 0 | Atlético Vega Real    | Parque del Este                 | 22 de marzo | 4:00PM |

| Club Barcelona Atlético | 1 - 1 | Club Atlético Pantoja  | Parque del Este     | 28 de marzo | 4:00PM |
| Bauger FC               | 6 - 2 | Delfines del Este FC   | Panamericano *      | 28 de marzo | 4:00PM |
| Atlético Vega Real      | 1 - 0 | Atlético San Cristóbal | Olímpico de La Vega | 29 de marzo | 4:00PM |
| O&M FC                  | 0 - 3 | Atlántico FC           | Panamericano *      | 29 de marzo | 4:00PM |
| Cibao FC                | 2 - 2 | Moca FC                | Cibao FC            | 29 de marzo | 4:00PM |

| Atlántico FC            | 0 - 1 | Bauger FC              | Leonel Plácido         | 11 de abril | 4:00PM |
| Club Barcelona Atlético | 0 - 1 | Cibao FC               | Parque del Este        | 12 de abril | 4:00PM |
| Atlético Vega Real      | 5 - 2 | Delfines del Este FC   | Olímpico de La Vega    | 12 de abril | 4:00PM |
| Club Atlético Pantoja   | 2 - 1 | Atlético San Cristóbal | Olímpico Félix Sánchez | 12 de abril | 4:00PM |
| Moca FC                 | 1 - 0 | O&M FC                 | Bragaña García         | 12 de abril | 4:00PM |

| Club Atlético Pantoja | 2 - 1 | Delfines del Este FC    | Olímpico Félix Sánchez | 18 de abril | 5:00PM |
| Atlético Vega Real    | 1 - 0 | Atlántico FC            | Olímpico de La Vega    | 19 de abril | 4:00PM |
| Moca FC               | 3 - 2 | Club Barcelona Atlético | Bragaña García         | 19 de abril | 4:00PM |
| O&M FC                | 1 - 2 | Bauger FC               | Olímpico Félix Sánchez | 19 de abril | 4:00PM |
| Cibao FC              | 1 - 0 | Atlético San Cristóbal  | Cibao FC               | 19 de abril | 5:00PM |

| O&M FC                 | 4 - 2 | Club Barcelona Atlético | Olímpico Félix Sánchez | 25 de abril | 4:00PM |
| Atlético San Cristóbal | 0 - 3 | Moca FC                 | Panamericano           | 26 de abril | 4:00PM |
| Bauger FC              | 3 - 1 | Atlético Vega Real      | Olímpico Félix Sánchez | 26 de abril | 4:00PM |
| Atlántico FC           | 1 - 0 | Club Atlético Pantoja   | Leonel Plácido         | 26 de abril | 4:00PM |
| Delfines del Este FC   | 0 - 2 | Cibao FC                | Bayaguana              | 26 de abril | 4:00PM |

| Club Atlético Pantoja   | 2 - 0 | Bauger FC              | Olímpico Félix Sánchez | 2 de mayo | 4:00PM |
| Cibao FC                | 2 - 2 | Atlántico FC           | Cibao FC               | 2 de mayo | 4:00PM |
| Club Barcelona Atlético | 2 - 1 | Atlético San Cristóbal | Parque del Este        | 3 de mayo | 4:00PM |
| Moca FC                 | 1 - 0 | Delfines del Este FC   | Bragaña García         | 3 de mayo | 4:00PM |
| O&M FC                  | 3 - 1 | Atlético Vega Real     | Olímpico Félix Sánchez | 3 de mayo | 4:00PM |

| Atlético San Cristóbal | 4 - 1 | O&M FC                  | Panamericano           | 9 de mayo  | 4:00PM |
| Delfines del Este FC   | 1 - 1 | Club Barcelona Atlético | Bayaguana              | 9 de mayo  | 4:00PM |
| Bauger FC              | 4 - 1 | Cibao FC                | Olímpico Félix Sánchez | 10 de mayo | 4:00PM |
| Atlántico FC           | 1 - 1 | Moca FC                 | Leonel Plácido         | 10 de mayo | 4:00PM |
| Atlético Vega Real     | 0 - 1 | Club Atlético Pantoja   | Olímpico de La Vega    | 10 de mayo | 4:00PM |

### Segunda ronda
| Atlántico FC         | 3 - 0 | Club Barcelona Atlético | Leonel Plácido         | 16 de mayo | 4:00PM |
| O&M FC               | 1 - 1 | Club Atlético Pantoja   | Olímpico Félix Sánchez | 16 de mayo | 4:00PM |
| Delfines del Este FC | 0 - 2 | Atlético San Cristóbal  | Bayaguana              | 17 de mayo | 4:00PM |
| Bauger FC            | 3 - 2 | Moca FC                 | Olímpico Félix Sánchez | 17 de mayo | 4:00PM |
| Atlético Vega Real   | 0 - 0 | Cibao FC                | Olímpico de La Vega    | 17 de mayo | 4:00PM |

| O&M FC                  | 2 - 1 | Delfines del Este FC | Olímpico Félix Sánchez | 23 de mayo | 4:00PM |
| Atlético San Cristóbal  | 1 - 1 | Atlántico FC         | Panamericano           | 23 de mayo | 4:00PM |
| Moca FC                 | 2 - 2 | Atlético Vega Real   | Bragaña García         | 24 de mayo | 4:00PM |
| Club Barcelona Atlético | 2 - 3 | Bauger FC            | Parque del Este        | 24 de mayo | 4:00PM |
| Club Atlético Pantoja   | 1 - 0 | Cibao FC             | Olímpico Félix Sánchez | 24 de mayo | 4:00PM |

| Club Atlético Pantoja | 0 - 1 | Moca FC                 | Olímpico Félix Sánchez | 30 de mayo | 4:30PM |
| Cibao FC              | 3 - 2 | O&M FC                  | Cibao FC               | 30 de mayo | 5:00PM |
| Bauger FC             | 5 - 1 | Atlético San Cristóbal  | Olímpico Félix Sánchez | 31 de mayo | 4:00PM |
| Atlántico FC          | 4 - 2 | Delfines del Este FC    | Leonel Plácido         | 31 de mayo | 4:00PM |
| Atlético Vega Real    | 1 - 1 | Club Barcelona Atlético | Olímpico de La Vega    | 8 de julio | 4:00PM |

| Delfines del Este FC   | 1 - 6 | Bauger FC               | Bayaguana              | 4 de junio | 10:30AM |
| Club Atlético Pantoja  | 3 - 2 | Club Barcelona Atlético | Olímpico Félix Sánchez | 4 de junio | 4:00PM  |
| Atlético San Cristóbal | 0 - 1 | Atlético Vega Real      | Panamericano           | 4 de junio | 4:00PM  |
| Atlántico FC           | 2 - 1 | O&M FC                  | Leonel Plácido         | 4 de junio | 4:00PM  |
| Moca FC                | 3 - 1 | Cibao FC                | Bragaña García         | 4 de junio | 4:00PM  |

| O&M FC                 | 0 - 3 | Moca FC                 | Olímpico Félix Sánchez | 20 de junio | 4:00PM |
| Atlético San Cristóbal | 4 - 4 | Club Atlético Pantoja   | Panamericano           | 20 de junio | 4:00PM |
| Delfines del Este FC   | 3 - 2 | Atlético Vega Real      | San Pedro de Macorís * | 21 de junio | 4:00PM |
| Bauger FC              | 3 - 1 | Atlántico FC            | Olímpico Félix Sánchez | 21 de junio | 4:00PM |
| Cibao FC               | 1 - 2 | Club Barcelona Atlético | Cibao FC               | 21 de junio | 5:00PM |

| Bauger FC               | 1 - 2 | O&M FC                | Olímpico Félix Sánchez (Campo Alterno) * | 1 de julio | 4:30PM |
| Delfines del Este FC    | 1 - 0 | Club Atlético Pantoja | San Pedro de Macorís *                   | 1 de julio | 4:30PM |
| Atlántico FC            | 1 - 1 | Atlético Vega Real    | Leonel Plácido                           | 1 de julio | 5:00PM |
| Club Barcelona Atlético | 0 - 1 | Moca FC               | Parque del Este                          | 1 de julio | 5:00PM |
| Atlético San Cristóbal  | 1 - 2 | Cibao FC              | Panamericano                             | 2 de julio | 5:00PM |

| Club Barcelona Atlético | 1 - 2 | O&M FC                 | Parque del Este     | 4 de julio | 4:00PM |
| Club Atlético Pantoja   | 1 - 0 | Atlántico FC           | Panamericano *      | 5 de julio | 4:00PM |
| Moca FC                 | 1 - 0 | Atlético San Cristóbal | Bragaña García      | 5 de julio | 4:00PM |
| Atlético Vega Real      | 0 - 1 | Bauger FC              | Olímpico de La Vega | 5 de julio | 4:00PM |
| Cibao FC                | 1 - 1 | Delfines del Este FC   | Cibao FC            | 5 de julio | 5:00PM |

| Atlántico FC           | 1 - 0 | Cibao FC                | Leonel Plácido         | 11 de julio | 4:00PM |
| Atlético San Cristóbal | 0 - 2 | Club Barcelona Atlético | Panamericano           | 11 de julio | 4:00PM |
| Delfines del Este FC   | 0 - 0 | Moca FC                 | San Pedro de Macorís * | 12 de julio | 4:00PM |
| Atlético Vega Real     | 1 - 2 | O&M FC                  | Olímpico de La Vega    | 12 de julio | 4:00PM |
| Bauger FC              | 2 - 1 | Club Atlético Pantoja   | Olímpico Félix Sánchez | 12 de julio | 4:00PM |

| O&M FC                  | 4 - 2 | Atlético San Cristóbal | Olímpico Félix Sánchez | 18 de julio | 4:00PM |
| Club Barcelona Atlético | 1 - 1 | Delfines del Este FC   | Parque del Este        | 18 de julio | 4:00PM |
| Club Atlético Pantoja   | 1 - 1 | Atlético Vega Real     | Panamericano *         | 18 de julio | 4:00PM |
| Moca FC                 | 0 - 1 | Atlántico FC           | Bragaña García         | 19 de julio | 4:00PM |
| Cibao FC                | 3 - 2 | Bauger FC              | Cibao FC               | 19 de julio | 4:00PM |

## Playoffs
|  | Semifinales                                     | Semifinales                                     | Semifinales                                     |       |                           | Final       | Final       |  |
|  | 25 y 26 de julio (Ida) 1 y 2 de agosto (Vuelta) | 25 y 26 de julio (Ida) 1 y 2 de agosto (Vuelta) | 25 y 26 de julio (Ida) 1 y 2 de agosto (Vuelta) |       |                           | 9 de agosto | 9 de agosto |  |
|  |                                                 |                                                 |                                                 |       |                           |             |             |  |
|  |                                                 |                                                 |                                                 |       |                           |             |             |  |
|  | Moca FC                                         | 1                                               | 1                                               |       |                           |             |             |  |
|  | Moca FC                                         | 1                                               | 1                                               |       |                           |             |             |  |
|  | Club Atlético Pantoja                           | 2                                               | 2                                               |       |                           |             |             |  |
|  | Club Atlético Pantoja                           | 2                                               | 2                                               |       | Club Atlético Pantoja (p) | 2 (3)       |             |  |
|  |                                                 |                                                 |                                                 |       | Club Atlético Pantoja (p) | 2 (3)       |             |  |
|  |                                                 |                                                 | Atlántico FC                                    | 2 (1) |                           |             |             |  |
|  | Bauger FC                                       | 1                                               | Atlántico FC                                    | 2 (1) | 1                         |             |             |  |
|  | Bauger FC                                       | 1                                               |                                                 |       | 1                         |             |             |  |
|  | Atlántico FC                                    | 0                                               | 2                                               |       |                           |             |             |  |
|  | Atlántico FC                                    | 0                                               | 2                                               |       |                           |             |             |  |
|  |                                                 |                                                 |                                                 |       |                           |             |             |  |

### Semifinales

#### (1)Bauger FC- (4)Atlántico FC
| 25 de julio, 04:00PM | Atlántico FC | 0:1     | Bauger FC   | Leonel Plácido, San Felipe de Puerto Plata |  |
|                      |              | Reporte | Aristil 71' |                                            |  |

| 2 de agosto, 04:00PM                                                              | Bauger FC  | 1:2     | Atlántico FC        | Félix Sánchez, Santo Domingo, D.N. |  |
|                                                                                   | Pierre 22' | Reporte | Díaz 3' · Arias 81' |                                    |  |
| Atlántico FC avanza a la Gran Final por marcador global de 2:2 (gol de visitante) |            |         |                     |                                    |  |

#### (2)Moca FC- (3)Club Atlético Pantoja
| 26 de julio, 04:30PM | Club Atlético Pantoja       | 2:1     | Moca FC     | Panamericano, San Cristóbal |  |
|                      | Martínez 30' · De Souza 40' | Reporte | Peguero 59' |                             |  |

| 1 de agosto, 04:00PM                                                    | Moca FC      | 1:2     | Club Atlético Pantoja      | Bragaña García, Moca |  |
|                                                                         | Carabali 28' | Reporte | De Souza 11' · Batista 56' |                      |  |
| Club Atlético Pantoja avanza a la Gran Final por marcador global de 4:2 |              |         |                            |                      |  |

### Gran Final

#### (3)Club Atlético Pantoja- (4)Atlántico FC
| 9 de agosto, 04:00PM                                               | Club Atlético Pantoja                  | 2:2 (3:1 p.)               | Atlántico FC                       | Félix Sánchez, Santo Domingo, D.N.                              |                                                                 |
|                                                                    | Cabrera 58' · De Souza 76'             | Reporte                    | Dine 10' · Arias 84'               | Asistencia: 10,000 espectadores Árbitro(s): Juan Carlos Hidalgo | Asistencia: 10,000 espectadores Árbitro(s): Juan Carlos Hidalgo |
|                                                                    |                                        | Tiros desde el punto penal |                                    |                                                                 |                                                                 |
|                                                                    | De Souza · Guillén · Cabrera · Ramírez |                            | Cásseres · Dine · Rosales · Michel |                                                                 |                                                                 |
| Club Atlético Pantoja Campeón de la Liga Dominicana de Fútbol 2015 |                                        |                            |                                    |                                                                 |                                                                 |

## Goleadores
| Jugador             | Equipo                  | Goles |
| ------------------- | ----------------------- | ----- |
| Jonathan Faña       | Bauger FC               | 17    |
| Bony Pierre         | Bauger FC               | 13    |
| Johnatan Carabali   | Moca FC                 | 10    |
| Berthame Dine       | Atlántico FC            | 8     |
| Pablo Cabrera       | Club Atlético Pantoja   | 8     |
| Aitor Ramírez       | Cibao FC                | 7     |
| Alexandre Boucicaut | Moca FC                 | 7     |
| Anderson Arias      | Atlántico FC            | 7     |
| David Velastegui    | Atlético San Cristóbal  | 7     |
| Kerbi Rodríguez     | Club Barcelona Atlético | 7     |
| Leandro Silva       | O&M FC                  | 7     |

### Hat-tricks
| Fecha     | Jugador          | Goles               | Local                   | Resultado | Visitante              | Jornada    |
| --------- | ---------------- | ------------------- | ----------------------- | --------- | ---------------------- | ---------- |
| 8/3/2015  | Daniel Vélez     | 5' · 39' · 46'      | Atlético San Cristóbal  | 3 - 0     | Delfines del Este FC   | Jornada 1  |
| 12/4/2015 | Richard Ibargüen | 1' · 28' · 43'      | Atlético Vega Real      | 5 - 2     | Delfines del Este FC   | Jornada 5  |
| 10/5/2015 | Jonathan Faña    | 8' · 74' · 81'      | Bauger FC               | 4 - 1     | Cibao FC               | Jornada 9  |
| 24/5/2015 | Bony Pierre      | 54' · 74' · 76'     | Club Barcelona Atlético | 2 - 3     | Bauger FC              | Jornada 11 |
| 31/5/2015 | Jonathan Faña    | 41' · 56' (P) · 79' | Bauger FC               | 5 - 1     | Atlético San Cristóbal | Jornada 12 |
| 4/6/2015  | Jonathan Faña    | 21' · 45' · 88' (P) | Delfines del Este FC    | 1 - 6     | Bauger FC              | Jornada 13 |

## Premios y reconocimientos

### Jugador Popular de la Semana
| Jornada          | Futbolista          | Equipo                |
| ---------------- | ------------------- | --------------------- |
| Jornada 7        | Leandro Silva       | O&M FC                |
| Jornada 8        | Domingo Peralta     | Cibao FC              |
| Jornada 9        | Jonathan Faña       | Bauger FC             |
| Jornada 10       | Anderson Arias      | Atlántico FC          |
| Jornada 11       | Bony Pierre         | Bauger FC             |
| Jornada 12       | Jonathan Faña       | Bauger FC             |
| Jornada 13       | Alexandre Boucicaut | Moca FC               |
| Jornada 14       | Erick Ozuna         | Delfines del Este FC  |
| Jornada 16       | Alexandre Boucicaut | Moca FC               |
| Jornada 17       | Cristian Cásseres   | Atlántico FC          |
| Jornada 18       | Cristian Cásseres   | Atlántico FC          |
| Semifinal Ida    | Jucselio De Souza   | Club Atlético Pantoja |
| Semifinal Vuelta | Darlin Batista      | Club Atlético Pantoja |